# マエ持ち女二人組
『マエ持ち女二人組』（マエもちおんなふたりぐみ）は、乃南アサによる日本の連作短編小説集シリーズ。全3作。『小説新潮』『yom yom』にて2005年から2012年に連載、第1作『いつか陽のあたる場所で』（いつかひのあたるばしょで）が2007年8月に、第2作『すれ違う背中を』（すれちがうせなかを）が2010年4月に、第3作『いちばん長い夜に』（いちばんながいよるに）が2013年1月に新潮社より刊行された。
前科持ちという、人には言えぬ過去を持つ2人の女が、東京の下町・谷中でひっそりと暮らし始める物語。
シリーズ第1作と第2作を原作として、『いつか陽のあたる場所で』と題しNHK総合テレビ「ドラマ10」枠にて2013年にテレビドラマされた。

## 収録作品
いつか陽のあたる場所で
- おなじ釜の飯（初出：『小説新潮』2005年10月号）
- ここで会ったが（初出：『小説新潮』2006年4月号）
- 唇さむし（初出：『小説新潮』2006年10月号）
- すてる神あれば（「すてる神」改題、初出：『yom yom』vol.2〈2007年2月〉）

すれ違う背中を
- 梅雨の晴れ間に（初出：『yom yom』vol.7〈2008年6月〉）
- 毛糸玉を買って（初出：『yom yom』vol.9〈2008年11月〉）
- かぜのひと（初出：『yom yom』vol.11〈2009年6月〉）
- コスモスのゆくえ（初出：『yom yom』vol.13〈2009年11月〉）

'いちばん長い夜に
- 犬も歩けば（初出：『yom yom』vol.16（2010年6月〉）
- 銀杏日和（初出：『yom yom』vol.18〈2010年11月〉）
- その日にかぎって（初出：『yom yom』vol.20〈2011年4月〉）
- いちばん長い夜（初出：『yom yom』vol.22〈2011年9月〉）
- その扉を開けて（初出：『yom yom』vol.24〈2012年5月〉）
- こころの振り子（初出：『yom yom』vol.26〈2012年11月〉）

## 登場人物
小森谷 芭子（こもりや はこ）
29歳。強盗罪で服役していた。裕福な家庭に育ったが、大学在学中に、好きだったホストに貢ぐために、伝言ダイヤルで相手を見つけては昏睡強盗を繰り返し、6件目の犯行後に自宅前で逮捕された。懲役7年の判決が下され、身元引受人がいなかったためほぼ満期で出所。
親兄弟・親戚から縁を切られ、祖母が遺した谷中の家で一人で暮らしている。両親が祖母に嘘をついていたため、近所の人々は祖母が生前に自慢していたように、海外留学をしていたと信じている。
しばしば過去を悔い、昔の顔見知りに会うことを恐れている。自宅近くのマッサージ専門店「オレンジ治療院」で受付事務のバイトをしていたが、院長にセクハラ・パワハラされ辞めてしまう。20代のほとんどを刑期に費やしたため、服役中に格段に進歩した技術について行けず、パソコンも携帯電話のメールも苦手。
その後、ペットショップでアルバイトを始め、ペット用の服の制作を任されるようになり、客からも好評を得る。洋裁の技術は刑務作業で培った。
綾香の生き別れの息子の行方を捜そうと仙台へ赴き、東日本大震災に遭い、避難先のホテルで知り合った南と共に東京までタクシーを乗り継いで帰り、自身の過去を全て話した上で付き合い始める。震災の後遺症で不眠になり、雑踏に長時間いられなくなるなどの症状を発した。
江口 綾香（えぐち あやか）
41歳。殺人罪で服役していた。短大卒業後、信用金庫に就職し同僚と結婚し退職。結婚直後から夫から酷い暴力を振るわれ続け、その暴力が原因で流産を経験している。夫の暴力が2度目の妊娠でもうけた息子・朋樹（ともき）にまで及びそうになるのを恐れて夫を殺してしまった。自ら出頭したこととDVがあったことにより情状酌量され懲役5年の判決が下された。芭子とは刑務所で同房だった。
芭子とは違い「償いは終わった」と割り切っており、度々「ムショの中より……」などと人前で平気で言っては芭子にたしなめられている。度々、芭子の家で食事を共にする。よみせ通りの製パン店でパン職人を目指して働く。同じ店で働く若い職人から罵詈雑言を浴びせられながらも夢のために耐えていたが、彼の不用意な一言がどうしても許せず、仕事を辞める。
宮城県仙台市愛子出身で、妹が2人いる。地震で壊滅的な被害を受けた故郷の惨状を放っておけず、しかしながら故郷へ帰るわけにもいかず、休みのたびに東北各地へ赴き、手作りのパンを振る舞い、仕事を辞めてからは本格的にボランティア活動に精を出し、最終的に気仙沼に居を落ち着ける。
大石（おおいし）
芭子の家の斜向かいに住む老夫妻。夫は口うるさい偏屈ジジイとして界隈でも有名だが、単に曲がったことが嫌いな頑固者なだけである。妻は度々芭子に料理をおすそ分けしてくれる。
今枝（いまえだ）
「オレンジ治療院」のマッサージ師（院長）。50代の男性。都内に4店舗ある治療院を順番に回っており、芭子が勤める不忍通り沿い店に来るのは週に1, 2度。芭子にセクハラとパワハラをする。
高木 聖大（たかぎ せいだい）
根岸警察署に異動してきたばかりの警官。芭子の家の近所に住んでいる。芭子を気に入ったようで、顔を合わせる度に親切に話しかけるが、芭子にとっては迷惑この上ない。震災復興のために東北へ派遣される。
「新米警官・高木聖大シリーズ」（『ボクの町』『駆け込み交番』）の主人公。
南 祐三郎（みなみ ゆうざぶろう）
弁護士。仙台への出張の日に震災に遭い、避難先のホテルで行きの新幹線で隣の席に座っていた芭子を偶然見つけ、タクシーを乗り継いで一緒に東京へ帰った縁で芭子に惹かれる。芭子から前科があることを告白されたが、ゆっくり進んでいこうと芭子を受け入れる。震災の後遺症でストレス性の皮膚炎にかかる。

## 書誌情報
- いつか陽のあたる場所で
  - 新潮社、2007年8月22日発売、ISBN 978-4-10-371008-0
  - 新潮文庫、2010年2月1日発売、ISBN 978-4-10-142549-8
- すれ違う背中を
  - 新潮社、2010年4月22日発売、ISBN 978-4-10-371011-0
  - 新潮文庫、2012年12月1日発売、ISBN 978-4-10-142551-1
- いちばん長い夜に
  - 新潮社、2013年1月31日発売、ISBN 978-4-10-371013-4
  - 新潮文庫、2015年3月1日、ISBN 978-4-10-142553-5

## テレビドラマ
『いつか陽のあたる場所で』（いつかひのあたるばしょで）のタイトルで、2013年1月8日から3月12日までNHK総合「ドラマ10」枠にて上戸彩と飯島直子のダブル主演で放送された。全10回。キャッチコピーは「語れない過去があります。捨てられない想いがあります。」。
続編『いつか陽のあたる場所で スペシャル』が2014年4月1日にNHK総合「特集ドラマ10」枠にて放送された。スペシャル版のキャッチコピーは「語れない過去があります 伝えたい想いがあります」。
話の筋は序盤の展開を除いては原作と大幅に異なっており、多くのドラマオリジナルの人物が登場する。また、原作終盤に描かれた震災に関する話もドラマではない。

### あらすじ（テレビドラマ）
小森谷芭子（上戸彩）はホストクラブで働く亮（松下洸平）にお金を貢ぐため、出会い系サイトで知り合った男性を睡眠薬で眠らせた上で金銭を奪う犯罪を繰り返した末に逮捕される。裁判で懲役7年の実刑が下り、北関東女子刑務所に服役中、同じく服役囚の綾香（飯島直子）と知り合う。

### 出演

#### 主要人物
小森谷 芭子（こもりや はこ）〈29 → 30〉
演 - 上戸彩（幼少期：三本采香）
由緒ある銘菓店の家に育ち、エスカレータ式で中学校から大学まで進学できる私立学校に入学するが、大学在学中に犯罪を犯してしまい、7年間刑務所に服役する。
刑期を終えた後は母親と弟から絶縁され、台東区谷中の祖母の家で暮らし始める。
江口 綾香（えぐち あやか）〈39 → 40〉
演 - 飯島直子
度重なる夫のDVに耐え兼ねて、幼い息子の朋樹を守るために夫・和哉を絞殺する。旧姓：大芝。
刑務所内で知り合った芭子の良き相談相手になり、将来はパン屋を開業することを目標に「沢田ベーカリー」で働いている。

#### 芭子の周辺人物
岩瀬 圭太〈28 → 29〉
演 - 斎藤工
コンビニ店員。激しい雨が降る中で傘がなく困っていた芭子に声を掛ける。プロの大道芸人を目指して谷中銀座商店街の路上でパフォーマンスをしていた。
小森谷 尚之（こもりや たかゆき）〈25 → 26〉
演 - 大東駿介
芭子の弟。幸せな結婚生活を望み、婚約者の家族に姉が犯罪者だという事実を知られないように分籍届を出して欲しいと芭子に頼み込み、母親と共に芭子に絶縁を言い渡した。
小森谷 香織〈24 → 25〉
演 - 鹿沼憂妃
旧姓：仁科。尚之の妻。
高木 聖大〈24 → 25〉
演 - 福徳秀介（ジャルジャル）　
谷中3丁目交番勤務の警察官。芭子の祖母には大変世話になったと話す。芭子が自分に気があると思い込んでいる。
結城 美穂
演 - 高畠華澄
コンビニ店員。岩瀬の同僚。
今枝 修
演 - 近藤芳正（第3話 - 第4話）
按摩・マッサージ「にじいろ治療院」院長。仕事の面接に来た芭子を採用する。
片山 祥子
演 - 阿南敦子
ペットショップ「Puppy Katayama」店主。店で飼われているミニチュアダックスがきっかけで、新しい仕事を探していた芭子を雇うことになる。
大石 セツ〈70 → 71〉
演 - 松金よね子
芭子の家の向かいに暮らしている住人。芭子は海外留学を終えて、日本に帰国後、祖母が住んでいた家に暮らし始めたと聞かされていた。
大石 重雄〈72 → 73〉
演 - 竜雷太
セツの夫。住民のゴミ出しなどマナーや風紀を厳しく指導する。
小森谷 雪江〈51〉
演 - 藤田朋子
妙子の妹。美容院「studio Teo」の美容師。
小森谷 妙子〈52 → 53〉
演 - 浅野温子
芭子の母。菓匠「小森屋」社長。脳梗塞で他界した夫から老舗の和菓子屋を引き継ぐ。店舗の将来のために息子の尚之と共に出所した芭子に絶縁を言い渡した。

#### 綾香の周辺人物
沢田 功一
演 - 阿南健治
「沢田ベーカリー」店主。将来、自分のパンを作りたいという目標がある綾香に見込みを感じて雇う。
沢田 律子
演 - 藤吉久美子
功一の妻。業務中に失敗が多い綾香に厳しい言葉を浴びせることもなく、暖かく見守っている。
田村 省吾
演 - 少路勇介
「沢田ベーカリー」パン職人。ベーカリーオーブンを壊したり何かと失敗が多い綾香に辟易として、早く辞めて欲しいと思っている。
江口 朋樹〈8 → 9〉
演 - 藤本哉汰（幼少期：浜田神楽）
綾香の息子。
琴美
演 - 中島ひろ子（第8話 - 第9話）
綾香の妹。結婚後、実家を離れる。
大芝 文彦〈65〉
演 - 前田吟
綾香の父。富山の漁師。1人の力で2人の娘を育てる。
飯倉 幸子〈71〉
演 - 江波杏子
綾香がボランティアスタッフとして働く老人ホーム「ひいらぎの丘」入居者。綾香を見ているだけで腹が立つと、彼女に対して嫌悪感を示す。
三上 チヨ
演 - 草村礼子
「ひいらぎの丘」入居者。認知症を患っており、芭子を娘の恵理だと思い込み声を掛ける。娘の結婚に反対してから絶縁状態が続いている。

#### その他
第1話
亮
演 - 松下洸平
ホストクラブ「Velvet Rose」ホスト。言葉巧みに芭子に近づき騙す。

第2話
野川 まゆみ
演 - 臼田あさ美　
大学時代のゼミで芭子と知り合う。夫・正也（米村亮太朗）から理不尽な理由で暴力を振るわれている。7歳の息子・悠太（黒井信孝）がいる。
第3話
神崎先生
演 ‐ 須永慶

第4話
倉本 豪介
演 - 安田顕
綾香の高校時代の同級生。富山出身。神戸に旅行に来ていた綾香と再会する。

第6話
佐伯 浩太郎
演 - 長谷川朝晴
佐伯建築事務所建築家。妻を7年前に亡くしてから、子育てや家事を1人でこなしてきた。綾香の事が気になり、毎日のように愛犬のソラを連れて沢田ベーカリーにハムぱんを買いに行っている。
佐伯 優奈
演 - 久家心
浩太郎の娘。綾香のことを父から事前に聞かされていた。
千里
演 - 春木みさよ
飯倉の娘。姉が夫のDVで死亡した原因は母にあるとして、母親を憎み、未だに許せずにいる。
服部 香江子
演 - 坂井真紀（第7話）
窃盗の罪で綾香たちと同じ刑務所に服役していた。出所後もスリを繰り返し、財布をすろうとしていたところを綾香に止められ、前科持ちであることをたてに金を融通するよう綾香を脅す。

第8話
組合長
演 - 黒部進
文彦が所属する漁協の組合長。

第9話
柏田
演 - 木野花
綾香の息子・朋樹が暮らす児童養護施設「よつば児童学園」園長。

スペシャル
岩瀬 保〈55〉
演 - 金田明夫
圭太の父。静岡県三ヶ日町に暮らし、家族でみかん農家を営む。
岩瀬 涼子〈53〉
演 - 手塚理美
圭太の母。保の妻。
岩瀬 加奈〈28〉
演 - 木南晴夏
圭太の妹。現在お腹の中に子供がいる。

### スタッフ
- 原作 - 乃南アサ『いつか陽のあたる場所で』『すれ違う背中を』（新潮社）
- 脚本 - 高橋麻紀、鈴木裕那
- 音楽 - 澤野弘之、和田貴史、とくさしけんご
- 演出 - 渋谷未来、山内宗信、岡嶋純一
- 主題歌 - 松任谷由実「Early Springtime」（ユニバーサルミュージック）
- 脚本協力 - 鈴木裕那
- 法務考証 - 北村亮典
- 刑務考証 - 坂本敏夫
- 医療・看護指導 - 吉川喜美枝
- 製パン指導 - 坂本りか
- 洋裁指導 - 大島裕見子
- 富山ことば指導 - 石坂直美
- 静岡ことば指導 - 畠山拓也
- ジャグリング指導 - もんたくん
- マジック指導 - 丸山ユウコ、Hi2
- 擬闘 - 佐々木修平
- 制作統括 - 銭谷雅義、近見哲平 / 管原浩（スペシャル）
- 制作 - NHKエンタープライズ（スペシャル）
- 制作著作 - NHK、テレパック

### 放送日程
| 各話                                                      | 放送日        | サブタイトル                      | 脚本              | 演出     |
| --------------------------------------------------------- | ------------- | --------------------------------- | ----------------- | -------- |
| 第1回                                                     | 2013年1月08日 | 前科ある二人                      | 高橋麻紀          | 渋谷未来 |
| 第2回                                                     | 1月15日       | 強くなりたい                      | 高橋麻紀          | 渋谷未来 |
| 第3回                                                     | 1月22日       | 一番会いたい人                    | 高橋麻紀          | 渋谷未来 |
| 第4回                                                     | 1月29日       | 故郷からの伝言                    | 高橋麻紀          | 渋谷未来 |
| 第5回                                                     | 2月05日       | 弟に贈る言葉                      | 高橋麻紀          | 山内宗信 |
| 第6回                                                     | 2月12日       | 幸福になる資格                    | 高橋麻紀          | 山内宗信 |
| 第7回                                                     | 2月19日       | 闇からの訪問者                    | 高橋麻紀 鈴木裕那 | 渋谷未来 |
| 第8回                                                     | 2月26日       | また会う日まで                    | 高橋麻紀          | 岡嶋純一 |
| 第9回                                                     | 3月05日       | 名乗れない母親                    | 高橋麻紀 鈴木裕那 | 山内宗信 |
| 最終回                                                    | 3月12日       | 約束のゆくえ                      | 高橋麻紀          | 渋谷未来 |
| 平均視聴率 9.5%（視聴率は関東地区・ビデオリサーチ社調べ） |               |                                   |                   |          |
| スペシャル                                                | 2014年4月01日 | いつか陽のあたる場所で スペシャル | 高橋麻紀          | 渋谷未来 |

### 関連商品

#### CD
- 澤野弘之『澤野弘之 NHK WORKS』（2013年2月27日、スザクミュージック、GCS-1023） - 本作メインテーマを収録

#### DVD/Blu-ray
- いつか陽のあたる場所で DVD-BOX（2013年7月24日、バップ、VPBX-15817）
- いつか陽のあたる場所で Blu-ray BOX（2013年7月24日、バップ、VPXX-75921）

| NHK ドラマ10                                 | NHK ドラマ10                                    | NHK ドラマ10                       |
| 前番組                                       | 番組名                                          | 次番組                             |
| -------------------------------------------- | ----------------------------------------------- | ---------------------------------- |
| シングルマザーズ （2012.10.23 - 2012.12.11） | いつか陽のあたる場所で （2013.1.8 - 2013.3.12） | 第二楽章 （2013.4.16 - 2013.6.11） |